# Subdivisions de la Hongrie
Les subdivisions de la Hongrie sont l'organisation institutionnelle et administrative du territoire hongrois. On distingue plusieurs niveaux de division territoriale, qui peuvent remplir un objectif politique et administratif - sous forme de collectivité territoriale avec une assemblée élue (comitats et localités) -, électoral (circonscriptions) ou statistique (super-régions, régions et micro-régions).
La capitale Budapest possède une loi d'organisation territoriale qui lui est propre.

## Subdivisions politico-administratives

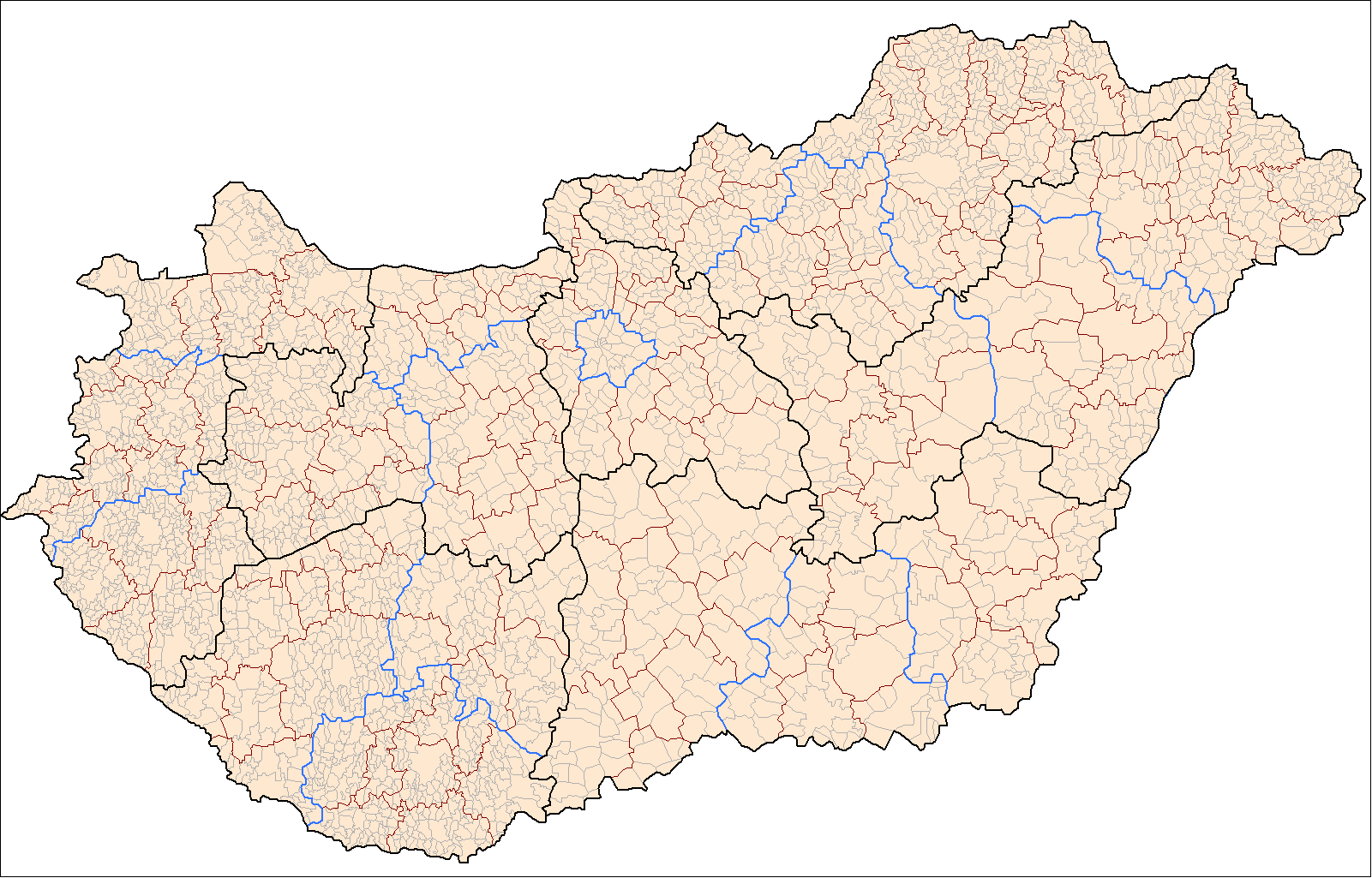

La loi LXV de 1990 sur les collectivités territoriales (helyi önkormányzat) est considérée comme l'un des actes juridiques les plus importants de la transition post-communiste car elle redéfinit profondément le maillage administratif de la Hongrie avec comme objectif la création d'un système de démocratie locale en rupture totale avec le système communiste. Il s'agit alors de redistribuer les différentes compétences administratives de façon à réduire substantiellement le pouvoir des comitats, considérés alors comme les pivots de l'ancienne nomenclature administrative socialiste. Le modèle privilégié est alors le contenu de la Charte du Conseil de l'Europe sur les collectivités locales.
Les parlementaires décident alors d'opérer ce dépeçage en privilégiant très largement les localités. Celles-ci obtiennent alors le pouvoir de réglementation propre, de gestion de leurs biens fonciers et immobiliers et de développement économique. Les comitats sont alors cantonnés à un simple rôle de coordination des politiques à l'échelle comitale ou à la prise en charge de services d'intérêt comital. Ils perdent notamment le pouvoir de prélever des taxes locales et d'en redistribuer les recettes sur l'ensemble de leur territoire. L'affaiblissement du niveau administratif intermédiaire aboutit de fait à l'accroissement de la concentration administrative à l'échelon national car les localités sont trop fragmentées pour pouvoir endosser les politiques d'aménagement du territoire ou d'investissement économique.

### Localités

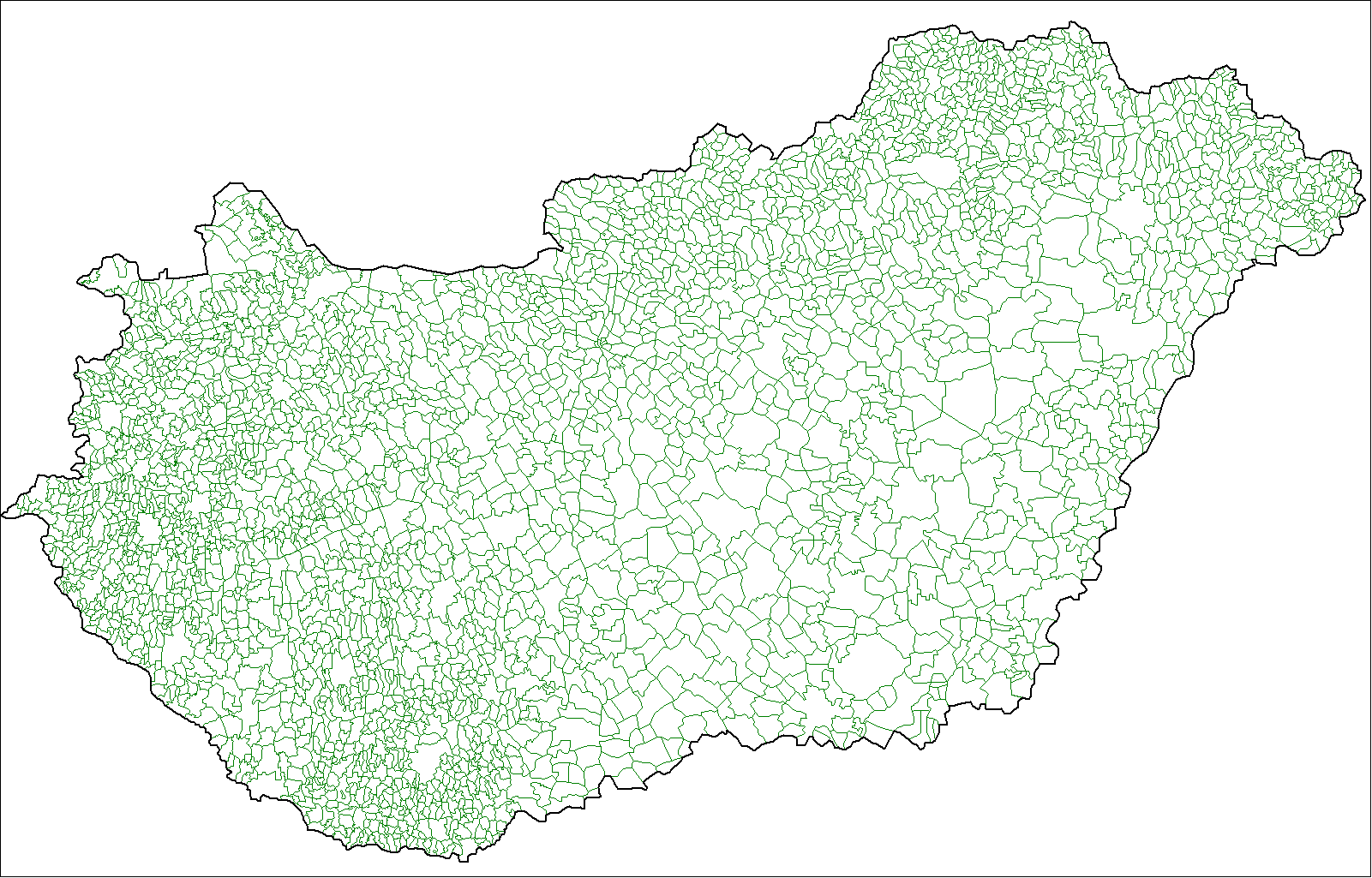

La localité (település) correspond au découpage politique ultime du territoire hongrois. On y distingue quatre catégories : les communes (község), les grandes-communes (nagyközség), les villes (város) et les villes de droit comital (vármegyei jogú város). La localité est une collectivité locale (települési önkormányzat) dirigée par un conseil local et un bourgmestre (polgármester) élus tous les quatre ans au suffrage universel ainsi qu'un organe administratif de l'État, opérateur de l'administration publique et de services obligatoires définis par la loi. La Hongrie compte 3152 localités pour presque dix millions d'habitants. La localité correspond au niveau LAU 2 de la nomenclature d'unités territoriales statistiques européenne.

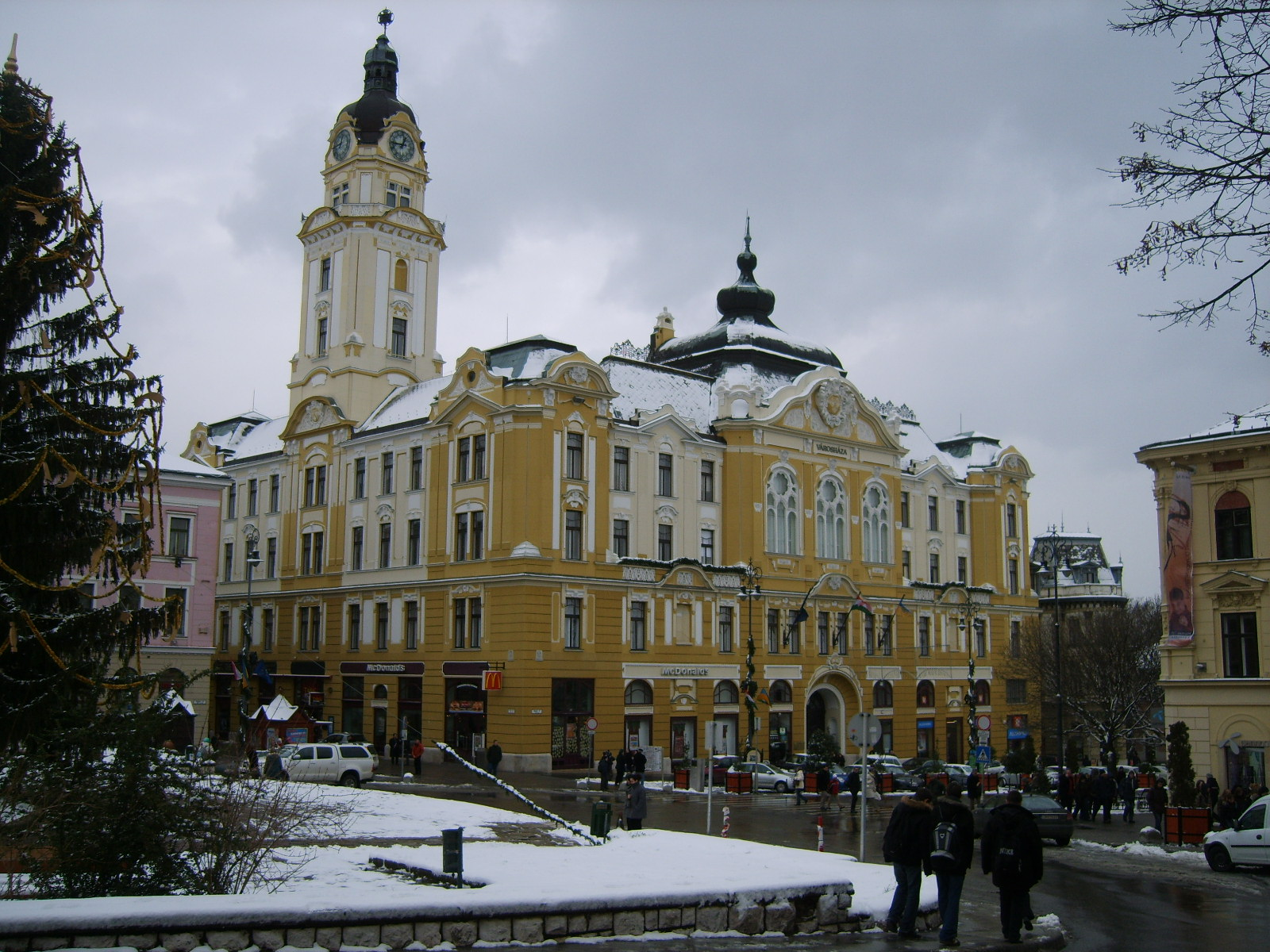
L'hôtel de ville de Pécs.

Les collectivités locales peuvent prélever des taxes locales. Elles assurent la prise en charge du réseau d’eau potable, des établissements scolaire de premier cycle (écoles maternelles et primaires), les services sociaux et de santé élémentaires, l’éclairage public, l’entretien de la voirie locale et la sauvegarde des droits des minorités nationales et ethniques. Les collectivités locales peuvent réaliser d'autres services de manière autonome ou de manière mutualisée avec d'autres localités.
La loi XVIII de 1871 portant sur l'organisation communale impose à la Hongrie la commune (község) comme unité territoriale de base. Tout le territoire doit alors être maillé par ce nouveau découpage administratif. En fonction du nombre d'habitants, les communes sont classées comme suit : petite-commune (kisközség), grande-commune (nagyközség), ville pourvue d'un conseil dirigé (rendezett tanácsú város), ville de droit municipal (törvényhatósági jogú város) et Budapest. À partir de 1950, l'organisation administrative locale se divise entre la commune (község) en zone rurale et la ville (város) en zone urbaine. C'est la loi LXIII de 1990 qui impose le système actuel, dans lequel le terme de község est remplacé par celui de település.

### Comitats
Le comitat (vármegye) est la subdivision politique intermédiaire entre l'État et les localités. Au nombre de 19, on y ajoute traditionnellement Budapest, qui bénéficie cependant d'un statut particulier. Les comitats maillent le territoire hongrois de manière contigu. En raison de la centralisation politico-administrative de la Hongrie, les compétences des collectivités comitales (vármegyei önkormányzat) restent très limitées. Celles-ci concernent les services qui s'appliquent sur l'ensemble du territoire comital, les établissements scolaires secondaires (collèges), les établissements médicaux spécialisés ainsi qu'un rôle de coordination de l'aménagement du territoire. De plus, elles ne s'appliquent pas aux villes de droit comital qui disposent de leur propre conseil comital (vármegyei közgyűlés) superposée au conseil local. Le comitat correspond au niveau NUTS 3 de la nomenclature d'unités territoriales statistiques européenne.
| Nom du comitat | Chef-lieu      | Superficie (km²) | Population | Population densité | Localités |
| --- | -------------- | ---------------- | ---------- | ------------------ | --------- |
| \| Zala Veszprém Vas Tolna Szabolcs · -Szatmár · -Bereg Somogy Pest Nógrád Komárom · -Esztergom Jász · -Nagykun · -Szolnok Heves Hajdú · -Bihar Győr-Moson · -Sopron Fejér Csongrád Borsod-Abaúj · -Zemplén Békés Baranya Bács-Kiskun \| |                |                  |            |                    |           |
| Bács-Kiskun | Kecskemét      | 8,445            | 541,584    | 64                 | 119       |
| Baranya | Pécs           | 4,430            | 402,260    | 91                 | 301       |
| Békés | Békéscsaba     | 5,631            | 392,845    | 70                 | 75        |
| Borsod-Abaúj-Zemplén | Miskolc        | 7,247            | 739,143    | 102                | 355       |
| Csongrád-Csanád | Szeged         | 4,263            | 425,785    | 100                | 60        |
| Fejér | Székesfehérvár | 4,359            | 428,579    | 98                 | 108       |
| Győr-Moson-Sopron | Győr           | 4,208            | 440,138    | 105                | 182       |
| Hajdú-Bihar | Debrecen       | 6,211            | 550,265    | 89                 | 82        |
| Heves | Eger           | 3,637            | 323,769    | 89                 | 119       |
| Jász-Nagykun-Szolnok | Szolnok        | 5,582            | 413,174    | 74                 | 75        |
| Komárom-Esztergom | Tatabánya      | 2,265            | 315,886    | 139                | 76        |
| Nógrád | Salgótarján    | 2,546            | 218,218    | 86                 | 129       |
| Pest | Budapest       | 6,393            | 1,124,395  | 176                | 186       |
| Somogy | Kaposvár       | 6,036            | 334,065    | 55                 | 244       |
| Szabolcs-Szatmár-Bereg | Nyíregyháza    | 5,936            | 583,564    | 98                 | 228       |
| Tolna | Szekszárd      | 3,703            | 247,287    | 67                 | 108       |
| Vas | Szombathely    | 3,336            | 266,342    | 80                 | 216       |
| Veszprém | Veszprém       | 4,493            | 368,519    | 82                 | 217       |
| Zala | Zalaegerszeg   | 3,784            | 269,705    | 78                 | 257       |
| Zala Veszprém Vas Tolna Szabolcs · -Szatmár · -Bereg Somogy Pest Nógrád Komárom · -Esztergom Jász · -Nagykun · -Szolnok Heves Hajdú · -Bihar Győr-Moson · -Sopron Fejér Csongrád Borsod-Abaúj · -Zemplén Békés Baranya Bács-Kiskun       |                |                  |            |                    |           |

Chaque siège de comitat est une ville de droit comital. S'y ajoutent cinq autres villes de plus de 50 000 habitants ou ayant eu 50 000 habitants et ont pu conserver le rang :
- Érd (Pest)
- Dunaújváros (Fejér)
- Hódmezővásárhely (Csongrád)
- Nagykanizsa (Zala)
- Sopron (Győr-Moson-Sopron)

### Budapest

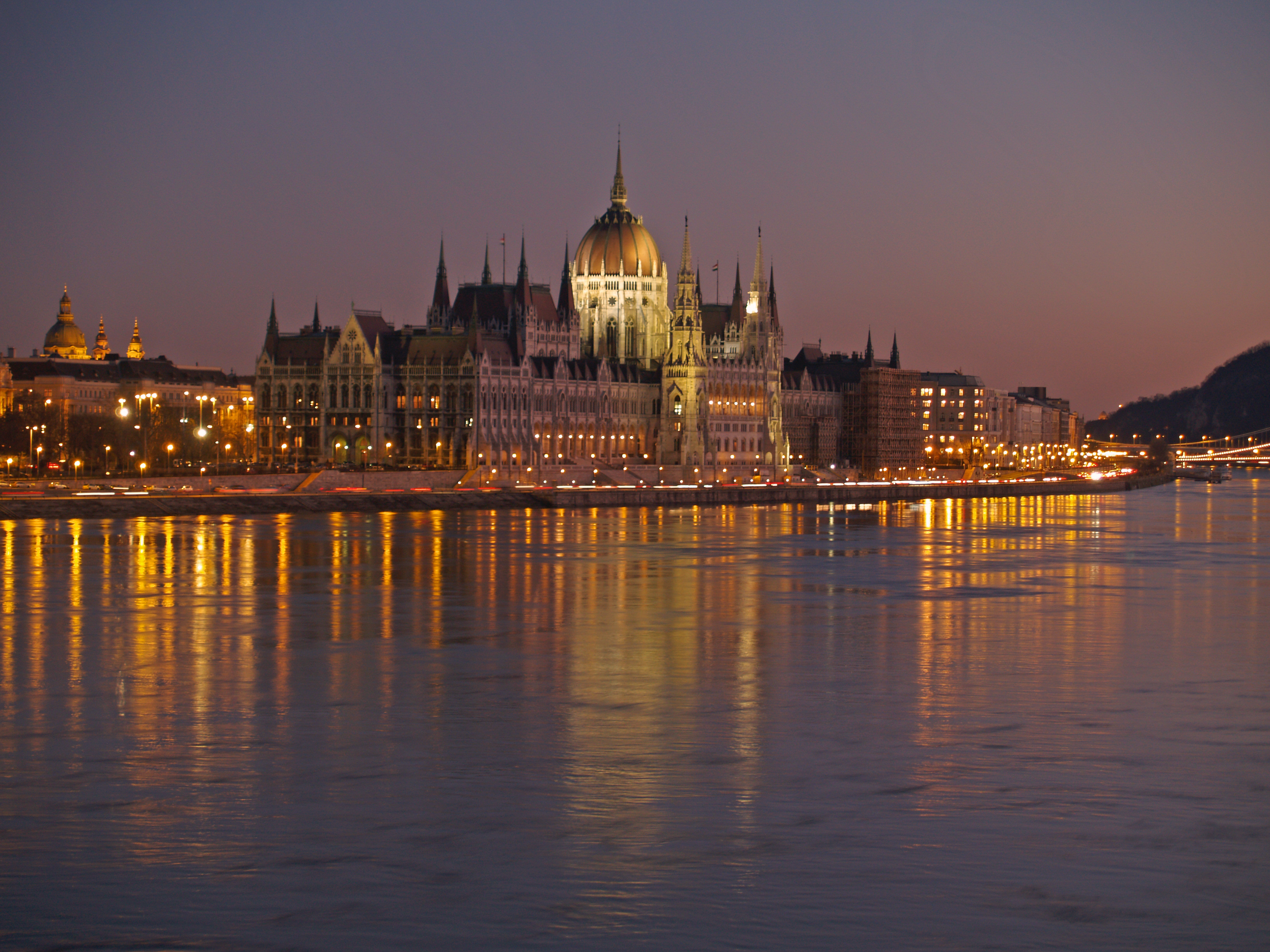

Budapest est composée de 23 arrondissements (kerület) ayant le statut de collectivité locale de plein exercice. La collectivité métropolitaine (fővárosi önkormányzat) dispose des mêmes compétences à l'échelle de la capitale et les exerce au nom de l'intérêt de l'ensemble des Budapestois, ce qui crée des chevauchements entre l'action des arrondissements et les décisions du pouvoir métropolitain. La collectivité métropolitaine dispose d'un pouvoir de révision sur les initiatives des arrondissements en termes d'urbanisme et d'aménagement de l'espace.
La ville-capitale est membre d'une structure de coopération avec les localités voisine à l'échelle métropolitaine : l'aire urbaine de Budapest.

### La représentation des minorités nationales

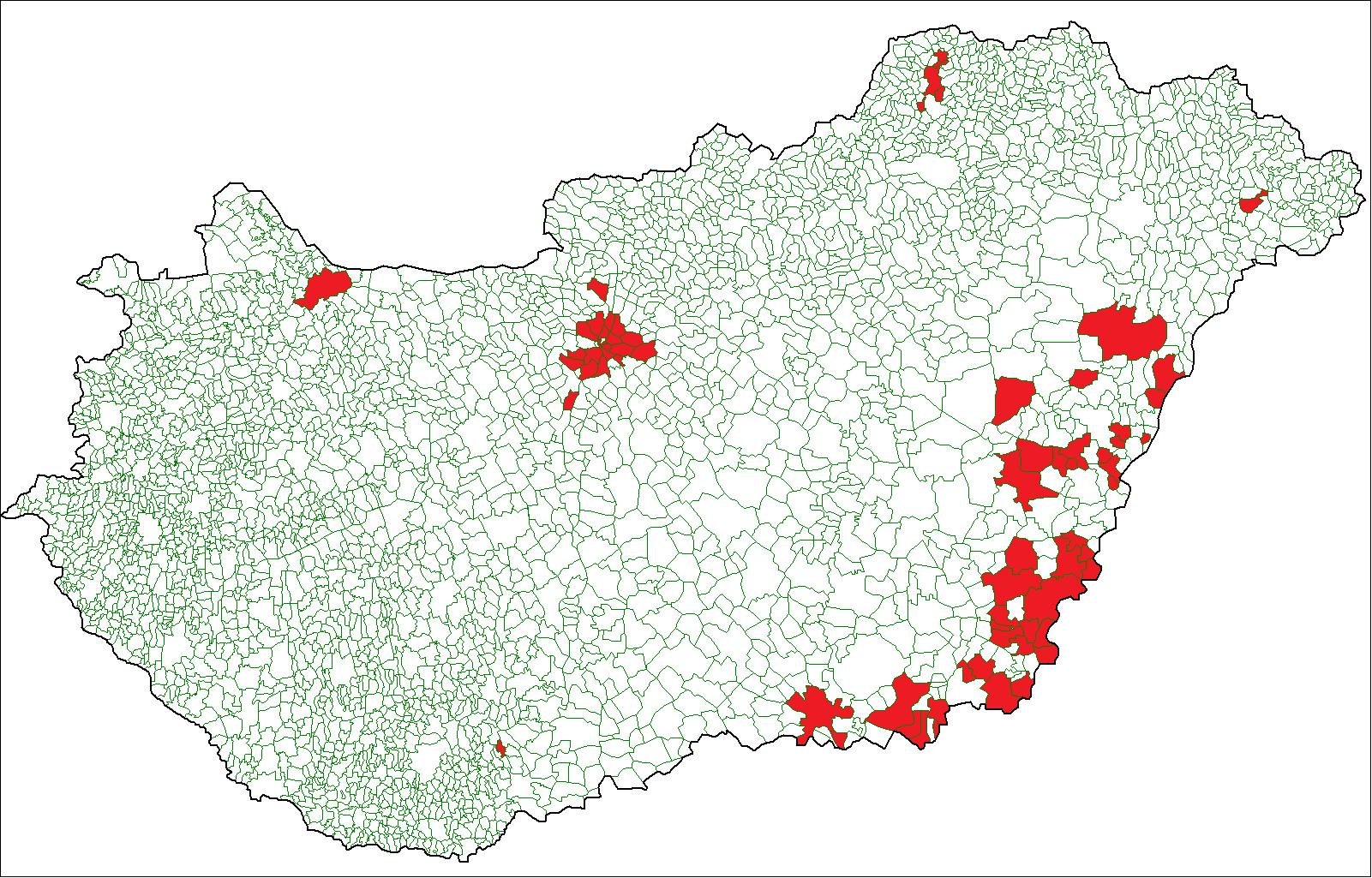
Carte des collectivités de la minorité roumaine en 2010.

Il existe 13 minorités nationales, ethniques et religieuses reconnues officiellement par la loi en Hongrie : les Bulgares, les Roms, les Grecs, les Croates, les Polonais, les Allemands, les Arméniens, les Roumains, les Ruthènes, les Serbes, les Slovaques, les Slovènes et les Ukrainiens.
La loi de 1993 leur donne le droit de voter à l'échelle nationale ainsi qu'à l'échelon de chaque collectivité territoriale (comitats et localités) pour leurs propres représentants. Ces derniers forment des collectivités des minorités (kisebbségi önkormányzat) qui disposent de compétences particulières pour fixer le calendrier de leurs fêtes et célébrations, contribuer à la préservation de leurs traditions et participer à l'éducation publique. Ces collectivités particulières peuvent ainsi gérer des théâtres publics, des bibliothèques, des institutions scientifiques et artistiques, attribuer des bourses d'études et dispenser de services en direction de leur communauté (aides juridiques notamment).
Il faut au moins 50 membres d'une minorité dans les villes de moins de 10 000 habitants pour former une collectivité communautaire et 100 membres pour les villes plus peuplées. Dans les faits, ces collectivités sont plus faciles à former dans les grandes villes que dans les petites localités. Les conditions de leur création dépendent également du taux de concentration des minorités sur le territoire hongrois.
Outre les 13 minorités officielles, les Juifs ainsi que les Bunjevcis revendiquent régulièrement une reconnaissance publique. De manière plus anecdotique, des Hongrois clamant leur ascendance hunnique ont aussi déposé une demande officielle allant dans ce sens.

## Subdivisions statistiques
La Commission européenne a subdivisé les pays de l’Espace économique européen (l’Union européenne et les pays de l’Association européenne de libre-échange qui participent aussi à des programmes communs de développement) en régions appelées aussi « NUTS » (Nomenclature d’unités territoriales statistiques). Ces unités territoriales sont définies uniquement pour les besoins statistiques. En Hongrie, seul le niveau NUTS 3 (de 150 000 à 800 000 habitants) correspond au périmètre des comitats.
Pour se conformer à la nomenclature européenne, le gouvernement hongrois a décidé de définir artificiellement les échelons NUTS 1 (de 3 à 7 millions d’habitants) et NUTS 2 (de 800 000 à 3 000 000 habitants). Ceux-ci correspondent ainsi aux super-régions et aux régions. À l'échelon local, seule l'unité administrative locale LAU 2 correspond au périmètre des localités. De la même manière que pour les subdivisions intermédiaires, a été créée une unité artificielle dénommée micro-région, de niveau LAU 1. L'adoption par la Hongrie de la nomenclature européenne s'avère indispensable notamment pour les dossiers de demandes de subventions ou d’aides au développement concédées par les institutions européennes, ou pour faciliter la coopération entre les institutions administratives des diverses régions européennes.

### Les super-régions et les régions
La loi XXI de 1996 portant sur l'aménagement du territoire et la gestion régionale mentionne pour la première fois la nomenclature territoriale européenne et opère une première tentative de création de régions. Les deux qui sont créées autour de Budapest et du lac Balaton ne correspondent pas aux critères des NUTS 2. Ainsi, en 1999, sept périmètres aux normes NUTS 2 sont définis sur l'ensemble du territoire hongrois. Ils correspondent tous au regroupement de trois comitats chacun ainsi que, concernant le comitat de Pest, à l'intégration de Budapest. Ces régions statistiques et de planification (tervezési-statisztikai régió) n'ont pas le statut de collectivité territoriale et les membres de leurs conseils sont des élus représentant les collectivités concernées. Ce découpage est souvent considéré comme le point de départ d'une profonde réforme des collectivités territoriales qui aboutirait à la suppression des collectivités comitales au profit de collectivités régionales. Les débats n'ont jusqu'à présent pas abouti sur des décisions concrètes sur la marche à suivre vers la régionalisation effective de la Hongrie.
Les super-régions statistiques (statisztikai nagyrégió) (NUTS 1) n'ont aucune vocation politique, administrative ou économique.
| NUTS 1                                  | Code | NUTS 2                                      | Code | NUTS 3                 | Code  |
| --------------------------------------- | ---- | ------------------------------------------- | ---- | ---------------------- | ----- |
| Hongrie centrale (Közép-Magyarország)   | HU1  | Hongrie centrale (Közép-Magyarország)       | HU10 | Budapest               | HU101 |
| Hongrie centrale (Közép-Magyarország)   | HU1  | Hongrie centrale (Közép-Magyarország)       | HU10 | Pest                   | HU102 |
| Transdanubie (Dunántúl)                 | HU2  | Transdanubie centrale (Közép-Dunántúl)      | HU21 | Fejér                  | HU211 |
| Transdanubie (Dunántúl)                 | HU2  | Transdanubie centrale (Közép-Dunántúl)      | HU21 | Komárom-Esztergom      | HU212 |
| Transdanubie (Dunántúl)                 | HU2  | Transdanubie centrale (Közép-Dunántúl)      | HU21 | Veszprém               | HU213 |
| Transdanubie (Dunántúl)                 | HU2  | Transdanubie occidentale (Nyugat-Dunántúl)  | HU22 | Győr-Moson-Sopron      | HU221 |
| Transdanubie (Dunántúl)                 | HU2  | Transdanubie occidentale (Nyugat-Dunántúl)  | HU22 | Vas                    | HU222 |
| Transdanubie (Dunántúl)                 | HU2  | Transdanubie occidentale (Nyugat-Dunántúl)  | HU22 | Zala                   | HU223 |
| Transdanubie (Dunántúl)                 | HU2  | Transdanubie méridionale (Dél-Dunántúl)     | HU23 | Baranya                | HU231 |
| Transdanubie (Dunántúl)                 | HU2  | Transdanubie méridionale (Dél-Dunántúl)     | HU23 | Somogy                 | HU232 |
| Transdanubie (Dunántúl)                 | HU2  | Transdanubie méridionale (Dél-Dunántúl)     | HU23 | Tolna                  | HU233 |
| Grande plaine et nord (Észak és Alföld) | HU3  | Hongrie septentrionale (Észak-Magyarország) | HU31 | Borsod-Abaúj-Zemplén   | HU311 |
| Grande plaine et nord (Észak és Alföld) | HU3  | Hongrie septentrionale (Észak-Magyarország) | HU31 | Heves                  | HU312 |
| Grande plaine et nord (Észak és Alföld) | HU3  | Hongrie septentrionale (Észak-Magyarország) | HU31 | Nógrád                 | HU313 |
| Grande plaine et nord (Észak és Alföld) | HU3  | Grande Plaine septentrionale (Észak-Alföld) | HU32 | Hajdú-Bihar            | HU321 |
| Grande plaine et nord (Észak és Alföld) | HU3  | Grande Plaine septentrionale (Észak-Alföld) | HU32 | Jász-Nagykun-Szolnok   | HU322 |
| Grande plaine et nord (Észak és Alföld) | HU3  | Grande Plaine septentrionale (Észak-Alföld) | HU32 | Szabolcs-Szatmár-Bereg | HU323 |
| Grande plaine et nord (Észak és Alföld) | HU3  | Grande Plaine méridionale (Dél-Alföld)      | HU33 | Bács-Kiskun            | HU331 |
| Grande plaine et nord (Észak és Alföld) | HU3  | Grande Plaine méridionale (Dél-Alföld)      | HU33 | Békés                  | HU332 |
| Grande plaine et nord (Észak és Alföld) | HU3  | Grande Plaine méridionale (Dél-Alföld)      | HU33 | Csongrád-Csanád        | HU333 |

### Les micro-régions
Les micro-régions statistiques (statisztikai kistérség) correspondent à l'unité administrative locale LAU 1, avec un périmètre intermédiaire entre les comitats et les localités. Au nombre de 174, elles sont également considérées comme un point d'appui vers une profonde réforme territoriale de l'administration hongroise, qui verrait la création de collectivités régionales et le regroupement des collectivités locales en micro-régions. Ce niveau administratif correspond dans son principe aux anciens districts (járás), supprimés en 1983. Ceux-ci sont rétablis le 1er janvier 2013.

## Subdivisions judiciaires

### Les tribunaux locaux

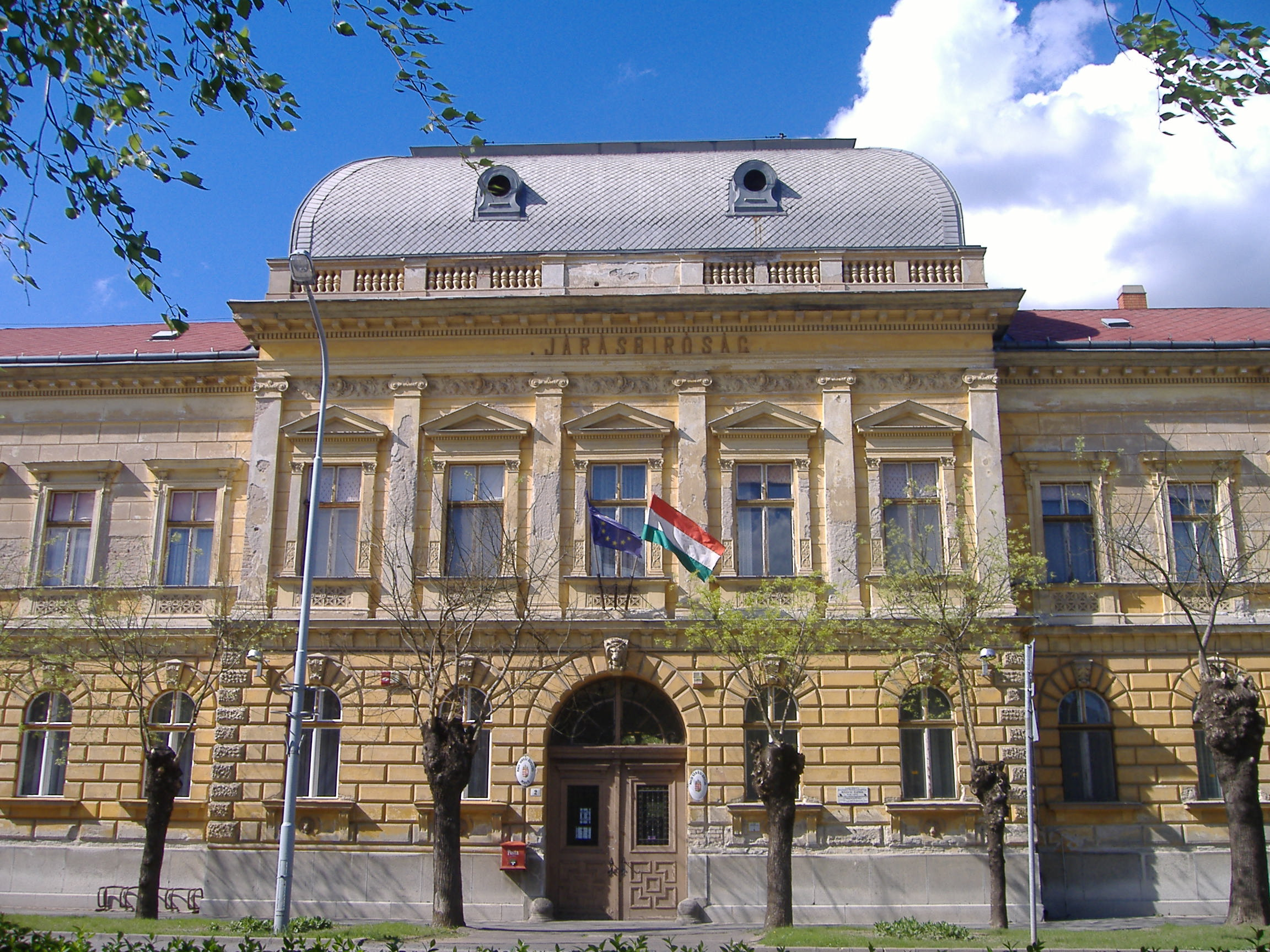
Le tribunal de Makó.

En Hongrie, la juridiction de premier degré est du ressort des tribunaux locaux, dont 105 sont répartis dans les grandes villes et 6 à Budapest. Ces tribunaux tranchent les litiges civils et commerciaux et les infractions pénales en première instance. Le périmètre des juridictions de premier degré correspond souvent au découpage administratif local. Le tribunal de première instance se compose en général d’un juge professionnel ou un juge professionnel et deux assesseurs.

### Les cours comitales, la cour métropolitaine et les tribunaux spéciaux
Les cours comitales agissent à l'échelon administratif des comitats. Il y en a 19 ainsi qu'un vingtième à Budapest, dénommé Cour métropolitaine. Ces cours sont compétentes pour trancher les litiges en première instance et examiner en deuxième instance les pourvois des tribunaux locaux. En matière pénale, elles sont compétentes en matière d’homicides ou d'actes terroristes. Les chambres de la cour comitale saisies en première instance diffèrent de la composition des chambres saisies dans les procédures d’appel.
Il existe également des tribunaux spéciaux à l'échelon du comitat. Il s'agit de tribunaux spécialisés dans le droit du travail.

### Les cours d'appel régionales
Les 5 cours d’appel régionales sont établies à Budapest, Debrecen, Győr, Pécs et Szeged. Elles sont compétentes pour examiner les pourvois introduits contre une décision d’un tribunal local ou d’une cour comitale. La plupart des décisions des cours d’appel régionales peut être contestée en cassassation devant la Cour Suprême.

### La Cour suprême
Le siège de la plus haute juridiction de Hongrie se situe à Budapest. Les pourvois ou demandes de révision contre des décisions des cours comitales ou des cours d’appel régionales relèvent de la compétence de la Cour Suprême. Celle-ci est garante de l'unité de la jurisprudence que les cours et les tribunaux doivent appliquer.